# Reisepreissicherung
Reisepreissicherung ist im Reiserecht der Rechtsschutz von Reisenden, die bei Pauschalreisen dem Reiseveranstalter Anzahlungen oder Vorauszahlungen auf den Reisepreis geleistet haben.

## Allgemeines
Durch Anzahlungen oder Vorauszahlungen auf den Reisepreis entsteht für den Reisenden ein Vorleistungsrisiko. Es besteht darin, dass der Reisende den Reisepreis teilweise oder ganz bezahlt hat, aber der Reiseveranstalter die Reiseleistungen wegen seiner Insolvenz nicht vollständig oder nicht mehr erbringen kann. Die Anzahlungen oder Vorauszahlungen des Reisenden sollen vor diesem Insolvenzrisiko geschützt werden.
Dieses Insolvenzrisiko wird in Deutschland seit November 1994 durch den Reisesicherungsschein abgedeckt. Aufgrund Art. 17 Abs. 1 der Richtlinie 90/314/EWG des Rates vom 13. Juni 1990 über Pauschalreisen hatten alle EU-Mitgliedstaaten sicherzustellen, dass in ihrem Hoheitsgebiet niedergelassene Reiseveranstalter Sicherheit für die Erstattung aller von Reisenden oder in deren Namen geleisteten Zahlungen leisten, sofern die betreffenden Reiseleistungen infolge der Insolvenz des Reiseveranstalters nicht erbracht werden. Die Richtlinie (EU) 2015/2302 (Pauschalreiserichtlinie) präzisierte diese Regelungen und gilt seit dem 1. Juli 2018 in allen EU-Mitgliedstaaten.
Im Zuge der Insolvenz der deutschen Thomas-Cook-Gesellschaften hatte sich gezeigt, dass die deutsche Versicherungslösung in der bisherigen Form für große Schadenfälle nicht ausreicht. Eine Neuregelung wurde vom Bundesjustizministerium für November 2020 verfolgt, verzögert sich allerdings. Nach Aussage eines Ministeriumssprechers laufen die ressortinternen Gespräche noch und der ursprünglich geplante Termin für das Inkrafttreten Anfang November 2020 werde sich nicht halten lassen.
Am 1. Juli 2021 trat das Reisesicherungsfondsgesetz (RSG) in Kraft und der § 651r BGB wurde neu geregelt. Die Deutsche Reisesicherungsfonds GmbH (DRSF) wurde gegründet. Zum 1. November 2021 nahm sie die Geschäftstätigkeit auf und fungiert seitdem als zentraler Reisesicherungsfonds für alle Reiseanbieter mit einem Umsatz ab EUR 10 Mio.

## Rechtsfragen
Abzusichern ist der Anspruch des Reisenden auf Erstattung des im Voraus gezahlten Reisepreises. Diese Voraussetzungen sind in § 651t BGB geregelt, wo der Reisesicherungsschein „Kundengeldabsicherungsvertrag“ genannt wird. Danach darf der Reiseveranstalter Zahlungen des Reisenden auf den Reisepreis vor Beendigung der Pauschalreise nur fordern oder annehmen, wenn ein wirksamer Kundengeldabsicherungsvertrag besteht (oder in den Fällen des § 651s BGB der Reiseveranstalter Sicherheit leistet) oder dem Reisenden Name und Kontaktdaten des Sicherungsgebers (Kreditinstitut oder Versicherung; § 651r Abs. 3 BGB) zur Verfügung stellt.
Der Sicherungsgeber darf gemäß § 651r Abs. 3 BGB ein Kreditinstitut oder eine Versicherung sein, die in Form einer Bankbürgschaft (Anzahlungsbürgschaft) oder Versicherungsbürgschaft (Kautionsversicherung) oder durch entsprechende Garantien die geleistete Vorauszahlung absichern. Erstattet werden im Falle einer Insolvenz des Reiseveranstalters die vor Abreise geleisteten Zahlungen sowie notwendige Aufwendungen, die dem Reisenden infolge Zahlungsunfähigkeit des Veranstalters für die Rückreise entstehen.
Verstößt der Reiseveranstalter gegen seine Pflicht, einen Reisesicherungsschein auszustellen, kann er gemäß § 147b GewO mit einer Geldbuße belangt werden. Ein mehrfacher Verstoß kann gemäß § 35 GewO zu einem gewerberechtlichen Untersagungsverfahren führen.

## Ausnahmen
Der Reisepreissicherung unterliegen Pauschalreisen und verbundene Reiseleistungen. Wer lediglich eine einzige touristische Leistung kauft („Baustein“), Individualreisen ohne Inanspruchnahme eines Reisebüros unternimmt oder Tagesreisen bucht, erhält keinen Reisesicherungsschein. Reiseveranstalter, die nur gelegentlich, nicht zum Zwecke der Gewinnerzielung und nur einem begrenzten Personenkreis Reisen durchführen, unterliegen ebenfalls nicht der Reisepreissicherung (§ 651a Abs. 5 Nr. 1 BGB).

## International
In Österreich wurde die EU-Pauschalreiserichtlinie durch die Reisebürosicherungsverordnung (RSV) umgesetzt. Danach hat gemäß § 3 Abs. 1 RSV der Veranstalter sicherzustellen, dass dem Reisenden erstattet werden die bereits entrichteten Zahlungen (Anzahlungen und Restzahlungen), soweit die Reiseleistungen gänzlich oder teilweise infolge Insolvenz des Veranstalters nicht erbracht wurden, und die notwendigen Aufwendungen für die Rückreise, die infolge Insolvenz des Veranstalters entstanden sind. Dabei darf der Veranstalter gemäß § 3 Abs. 3 RSV zwischen der Absicherung durch Versicherungsvertrag oder einer unwiderruflichen und abstrakten Bankgarantie wählen. Beide müssen ihre Absicherung auf alle Buchungen erstrecken, die während der Vertragsdauer bzw. der Nachhaftungsfrist getätigt werden und bei denen die gebuchte Reise spätestens zwölf Monate nach Ablauf der Nachhaftungsfrist endet.
In der Schweiz sind Pauschalreisen nur dann abgesichert, wenn der Reiseveranstalter dem seit 1993 bestehenden „Garantiefonds der Schweizer Reisebrache“ angeschlossen ist. Er wurde aufgrund des im Juli 1994 in Kraft getretenen Bundesgesetzes über Pauschalreisen errichtet. Gemäß Art. 18 dieses Gesetzes muss der Veranstalter oder der Vermittler für den Fall seiner Zahlungsunfähigkeit oder seines Konkurses die Erstattung bezahlter Beträge und die Rückreise des Reisenden sicherstellen. Damit sind die Kundengelder bei einem Konkurs des Anbieters vor Reiseantritt vollständig abgesichert.